# サン・ジョアン・バプティスタ・デ・アジュダ

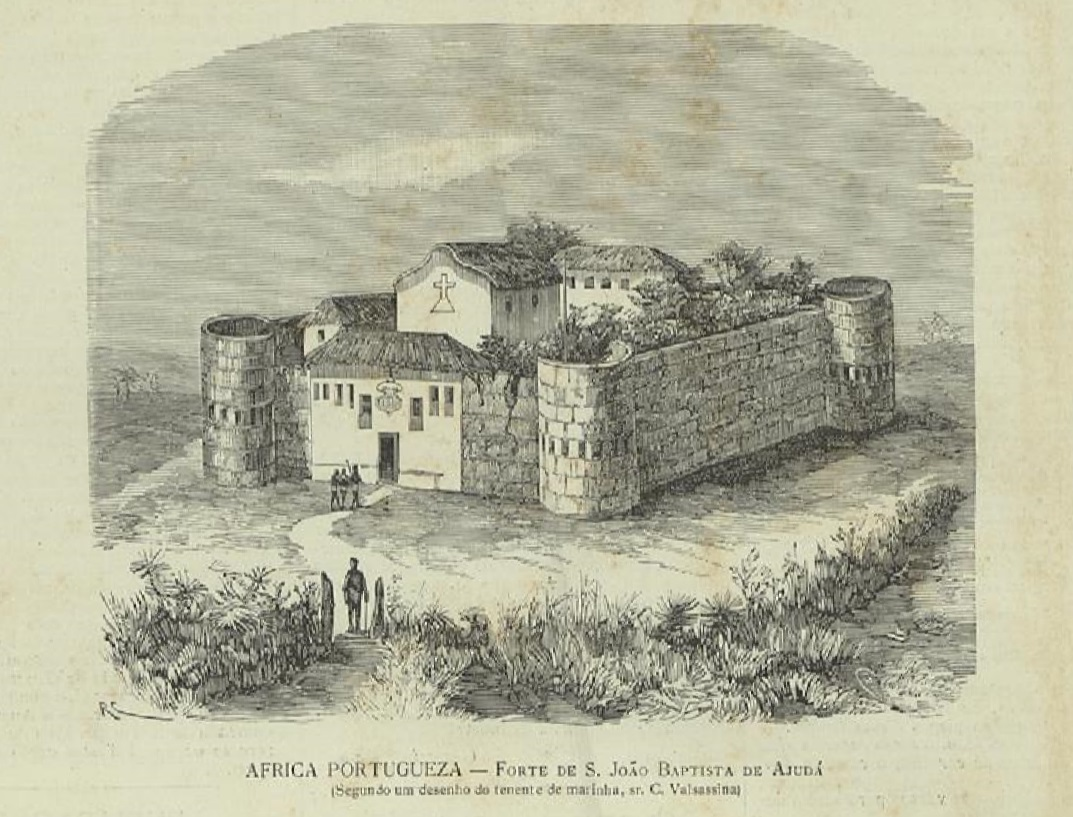
1886年のサン・ジョアン・バプティスタ・デ・アジュダ

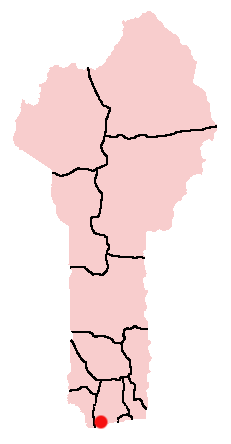
現在のベナンにおけるウィダーの位置

サン・ジョアン・バプティスタ・デ・アジュダ
São João Baptista de Ajudá (ポルトガル語)

国歌: A Portuguesa（ポルトガル語）
ア・ポルトゥゲーザ（1910年以降）

ウィダーの地図（1926年）
砦が赤く強調されている。

サン・ジョアン・バプティスタ・デ・アジュダ（ポルトガル語：São João Baptista de Ajudá）は、西アフリカの現在のベナン南部・ウィダー市に位置していたポルトガルの飛地及び砦（要塞）である。

## 概説
大航海時代終盤の17世紀、ポルトガルはギニア湾一帯に十数カ所の砦（要塞）を築き、商館を建設して現地の貿易を独占するとともに教会も建設し、キリスト教（カトリック教会）の布教活動を行っていた。サン・ジョアン・バプティスタ・デ・アジュダもその一つである。当時、主な収入源は奴隷貿易だった。ブラジルへ送られた黒人奴隷の3分の1はサン・ジョアン・バプティスタ・デ・アジュダを経由し「輸出」されたといわれる。
砦の面積はわずか2ヘクタールだった。

## 歴史
- 1680年 ポルトガルが要塞を建設するもやがて放棄。
- 1721年 砦を再建し、ブラジルの管轄下に置かれる。
- 1731年 カーボベルデの管轄下に移管。
- 1858年 ポルトガルが砦を放棄。
- 1861年 フランスの宣教師が砦を占領。
- 1865年 ポルトガルが奪還。
- 1869年 ポルトガルは砦を再び放棄。
- 1872年 ポルトガルが再占領。
- 1961年 ダオメー共和国（現・ベナン共和国）が武力接収し、ポルトガルの飛地が消滅する。

## 歴代首長の一覧
総督時代
- Jacinto de Figueiredo Abreu（1680年 - ?）

放棄（17xx年 - 1721年）
- Francisco Pereira Mendes（1721年 - 1728年）
- João Basílio（1728年 - 1743年）
- Martinho de Cunha Barbosa（1743年 - 1746年）
  - Francisco Nunes Pereira（1746年）：総督職を強奪
  - Frei Francisco do Espírito Santo（1746年）：暫定
- Félix José de Gouveia（1746年 - 1751年）：一回目
- Luis Coelho de Brito（1751年）
- Teodósio Rodrigues da Costa（1751年 - 1759年）
  - António Nunes de Gouveia（1759年）：暫定
- Félix José de Gouveia（1759年 - 1762年）：二回目
- José Gomes Gonzaga Neves（1764年 - 1767年）
- Bernardo Azevedo Coutinho（1768年 - 1781年）
- Francisco António da Fonseca e Aragão（1782年 - 1797年）：acting to 1784年7月22日
- Manuel Bastos Varela Pinto Pacheco（1797年 - 1799年?）
- José Ferreira de Araujo（1800年? - 1801年）
- José Joaquim Marques da Graça（1801年 - 1803年）
- Jacinto José de Sousa（1804年）
- Francisco Félix de Sousa（1805年 - 1844年）：acting to 1818
  - 1822年9月7日から1844年まではブラジル帝国の主権下

知事時代
- Joaquim José Libanio（1844年 - 1845年）
- Francisco Félix de Sousa（1845年 - 1849年5月4日）
- Quaresma（1849年 - 18xx年）
- Francisco Celestino Elesperch（1851年）
- Isidoro Félix de Souza（1851年 - 1852年）
- João Justino da Costa（1852年 - 1853年）
- José Pinheiro de Souza（1853年 - 1857年5月）
- Francisco "Chico" Félix de Souza（1857年5月 - 1858年11月）

放棄（1858年 - 1865年）
- Claudio Lancastre（1859年6月 - 1861年4月18日）
- フランス人宣教師が支配（1861年4月18日 - 1865年3月6日）
  - Francesco Borghero
  - Philibert Courdioux
- José Maria Borges de Sequeira（1865年 - 1868年）
- Vital de Bettencourt Vasconcellos Corte Real do Canto（1868年 - 1869年）

 放棄（1869年 - 1872年?）
- António Joaquim da Fonseca（1872年 - 187x年）
- Augusto Frutuoso de Figueiredo de Barros（187x年 - 1878年）
- Lourenço da Rocha（1878年 - 1879年）
- António José Machado（1879年 - 1881年）
- 氏名不詳（1881年 - 1883年）
- Fernando Gonçalves（1883年 - 1885年）
- Bernardo Francisco Luís da Cruz（1885年）
- José Gomes de Souza（1885年）
- Francisco Rego（1885年 - 1886年）
- António Domingues Cortez da Silva Curado（1886年 - 1887年）
- Manuel Francisco Rodrigues Guimaräes（1887年 - 1888年）
- Vicente da Rosa Rolim（1888年）：一回目
- Manuel José Ferreira dos Santos（1888年 - 1890年）：一回目
- Carolino Acácio Cordeiro（1890年）
- Vicente da Rosa Rolim（1890年 - 1893年）：二回目
- Manuel José Ferreira dos Santos（1893年 - 189x年）：二回目
- Campos（1897年 - 1898年）
- Nunes da Aguiar（1898年 - ?）
- António Mendes da Costa（1900年 - 190x年）
- João de Deus Pires（190x年 - 1905年）：一回目
- Joaquim Luís de Carvalho（1905年 - 1906年）
- João de Deus Pires（1906年 - 1909年）：二回目
- Sebastião Lousada（1909年 - 1911年）
- Cândido João de Barros（1911年）
- Guilherme Spínola de Melo（1911年 - 1912年）
- Eduardo Germack Possolo（1912年 - 1913年）
- Vicente da Rosa Rolim（1913年 - 191x年）：三回目
- 氏名不詳（191x年 - 1918年）
- Vicente da Rosa Rolim（1918年）：四回目
- José Bento de Oliveira Viegas（1919年 - 1920年）
- Viriato Henrique dos Anjos Garcez（1921年 - 1928年）
- Joaquim Sinel de Cordes（1928年 - 1931年）
- Miguel Maria Pupo Correia（1932年 - 1938年）：一回目
- José Pimenta Segurado de Avelar Machado（1938年 - 1941年）
  - Jean Louis Bourjac（1941年 - 1942年）：自称、ポルトガル政府未承認
- José Aníbal de Vasconcelos e Sá Guerreiro Nuno（1942年 - 1944年）：暫定、一回目
- Carlos Alberto de Serpa Soares（1944年 - 1946年）
- José Aníbal de Vasconcelos e Sá Guerreiro Nuno（1946年）：二回目
- Miguel Maria Pupo Correia（1946年 - 1951年）：二回目

管理人
- António João Teles Pereira de Vasconcelos（1951年 - 1954年）
- Ernesto António Pereira Enes（1964年 - 1956年）

地方行政長官
- António Agostinho Saraiva Borges（1956年 - 1961年8月1日）